# Hargeysai nemzetközi repülőtér
A Hargeysai nemzetközi repülőtér a szomáliföldi főváros, Hargeysa nemzetközi repülőtere, attól nagyjából 5 km-re délre található.
A repülőteret 1991-ben építették újjá, az átépítéssel modernebbé vált. Csak néhány légitársaság indít ide járatokat.

## Légitársaságok
Hargeysába az alábbi légitársaságok üzemeltetnek járatokat:
- Daallo Airlines (Addisz-Abeba, Bossaso, Galkacyo, Mogadisu)
- Djibouti Airlines (Bossaso, Dzsibuti)
- Ethiopian Airlines (Dire Dawa)
- Jubba Airways

## Forgalom
Az utasforgalom az elmúlt években az alábbi módon változott:
| 2002 | 56 000 |
| 2012 | 85 800 |